# Grigori Krivoshéiev
 Grigori Fedótovich Krivoshéiev (en ruso: Григорий Федотович Кривошеев; 15 de septiembre de 1929 - 29 de abril de 2019) fue un historiador militar y coronel general del ejército ruso. Es conocido principalmente por la publicación de detallados informes sobre las bajas militares de los ejércitos rusos en diversos conflictos bélicos del siglo xx.

## Biografía
Grigori Krivoshéiev nació en la localidad de Kinterep, perteneciente al Krai de Siberia, ahora óblast de Novosibirsk en Siberia. Se graduó en la Academia Militar Frunze. Doctor (kandidat nauk) en ciencia militar, desde 1995 impartió clases en la Academia de Ciencia Militar rusa.

## Obra
El general Krivoshéiev se hizo ampliamente conocido después de la publicación en 1993 de un libro en ruso sobre las bajas militares soviéticas en diversos conflictos del siglo xx, particularmente en la Segunda Guerra Mundial: Гриф секретности снят: Потери Вооруженных Сил СССР в войнах, боевых действиях и военных конфликтах (translit.: Grif sekrétnosti sniat: poteri vooruzhónnyj sil SSSR v vóinaj, boevyj déistviiaj i voénnyj konflíktaj; trad.: «Datos desclasificados: pérdidas de las fuerzas armadas soviéticas en guerras, operaciones de combate y conflictos militares»). Este análisis, coordinado por Krivoshéiev como editor principal, fue el resultado del trabajo conjunto de un equipo de historiadores basado en datos de archivos soviéticos desclasificados, y representa el primer intento integral de abordar científicamente las pérdidas de las fuerzas armadas de la extinta Unión Soviética durante la Segunda Guerra Mundial. Hasta entonces, la determinación del número de víctimas humanas estaba sesgada por intereses propagandísticos y fluctuaba notablemente en función de la coyuntura política. En 1997, el estudio de Krivoshéiev fue traducido y publicado en inglés con el título de Víctimas soviéticas y pérdidas de combate en el siglo xx.
En 2001, se publicó en Moscú Rusia y la URSS en las guerras del siglo xx: pérdidas de las fuerzas armadas. Un estudio estadístico, también bajo la dirección de Krivoshéiev, que abordaba las pérdidas en combate rusas y soviéticas en los conflictos armados de ese siglo.

#### Controversias sobre su metodología
Aunque en general aceptado por los historiadores, el análisis de Krivoshéiev ha sido también objeto de críticas por parte de algunos investigadores independientes en Rusia. Estos especialistas sostienen que el número de desaparecidos en combate y de muertes de prisioneros de guerra, así como de personal de servicio en hospitales de la retaguardia, habría sido sensiblemente superior.
Majmut Garéiev, ex subjefe del Estado Mayor de las Fuerzas Armadas de la URSS, afirmó que la información publicada sobre las bajas soviéticas era obra de autores individuales y carecía de base oficial dado que el gobierno ruso no había revelado las pérdidas reales de la guerra.
De 1989 a 1996, fue profesor asociado del Instituto de Historia Militar del Ministerio de Defensa. En 2000, S.N. Mijaliovpublicó un estudio sobre las bajas soviéticas. Mijaliov estimó las pérdidas totales irrecuperables ascenderían a 13,7 millones.
En 2017, el historiador alemán Roman Töppel publicó un libro de referencia sobre la batalla de Kursk, librada en el verano de 1943. En él deja constancia de que los datos de Krivoshéiev deben tomarse con cautela. Después de exhaustivas consultas de archivos y documentos sobre recursos humanos y materiales puestos en juego por ambos bandos, Töppel advierte de que las cifras de Krivoshéiev adolecerían de una desviación a la baja de, probablemente, un 40 %.
Krivoshéiev argumentó que las pérdidas de las fuerzas de combate por prisioneros de guerra y desaparecidos en combate fueron en realidad de 1783 millones; sus cifras de muertos incluyen a reservistas que no estaban en el servicio activo, así como civiles y personal militar que habían sido capturados en la guerra.

## Fallecimiento
Grigori Krivoshéiev murió el 29 de abril de 2019. Tres días después, sus restos recibieron sepultura Cementerio Conmemorativo Militar Federal de Moscú.